# Церква Святого Архистратига Михаїла (Ісаї)

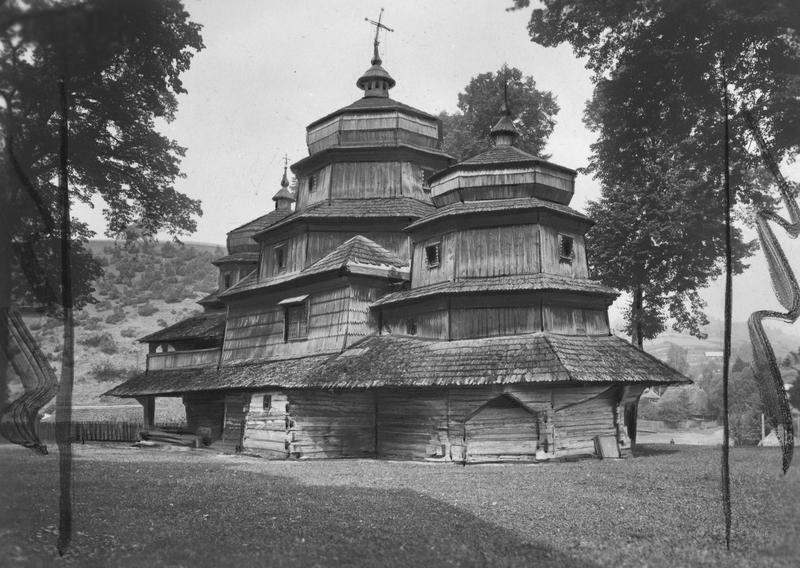
Церква святого архангела Михаїла (1937)

Церква Святого Архистратига Михаїла в Ісаях — дерев'яний храм УГКЦ, пам'ятка архітектури національного значення в селі Ісаях Турківської громади Самбірського району Львівської области України. Розташована на пагорбі в центрі села.

## Історія
Найдавніша письмова згадка про сільський храм датується 1507 роком. Вперше право на вільне користування ланом безоплатно було надане 1569 року королем Зиґмундом Другим у Варшаві. 1690 року надана грамота короля Яна III Собєського для священників о. Павла і о. Кузьми.
Теперішня дерев'яна церква святого архангела Михаїла, збудована 1663 року майстром Іллею Пантелимоном. 1669 року виготовлений і встановлений різьблений бароковий іконостас. У 1801 та 1875 роках проводилися реставраційні роботи.
Разом із дзвіницею, що датується 1722 роком, церква входить до пам'яток архітектури національного значення. Дзвіниця давніше слугувала брамою для входу на церковне подвір'я. Це квадратна в плані чотириярусна будівля, у якої перший ярус зрубний, а верхні — стовпові. Другий четвериковий ярус з підсябиттям має відкриту аркадову галерею. Третій і четвертий яруси — восьмибічні, теж з аркадовими галереями. Дзвіниця покрита восьмибічним ґонтовим стіжком.
1938 року завершене будівництво нової мурованої церкви св. архангела Михайла, за проєктом Євгена Нагірного. Після Другої світової війни храм використовували як колгоспний склад. А в 1990 році вона оновлена й освячена.
Свого часу святиню досліджували Михайло Драґан, Петро Макушенко і Василь Слободян.
2015 року віднайшли давні хоругви, які відреставрували студенти Львівської національної академії мистецтв. Нині вони зберігаються у фондах Національного музею ім. Андрея Шептицького у Львові. 
Станом на 2018 рік святиня була в аварійному стані. Того ж року розпочато її відновлення, як храму, так і унікальних розписів XIX століття. 2023 року церкву реставрували за 2 мільйони 797 тисяч гривень, а її стінопис — за 996 тисяч. 2 липня 2024 року, біля пам'ятки проведена виробнича нарада, яку очолила директорка департаменту архітектури та розвитку містобудування Львівської ОВА Олени Василько, а також за участі інженера з технічного нагляду Алли Нижник. Зокрема на порядку денному були питання, пов'язані з реставрацією стінопису храму. За словами художника-реставратора вищої категорії Олега Рішняка, реставраційні роботи запланували в церковній наві, і передбачають з консерваційними заходи, естетичними реінтеграціями стінопису. Також фахівець зазначив, що є незадовільний стан малярства, а також надзвичайно складні процеси закріплень автентичного фарбового шару, необхідності видалення поверхневих забруднень і кіптяви.

## Опис
Будівля належить до небагатьох нині зразків церкви з криласом. Складається з квадратної нави, гранчастого вівтаря та прямокутного бабинця. З півдня й півночі нави, при її східній стіні, прилягають крихітні криласи, сховані під піддашшям. Всі об'єми завершені восьмериковими верхами (над навою з одним заломом), увінчаними цибулястими банями з невеликими ліхтарями і маківками з хрестами. Над бабинцем на другому ярусі влаштована емпора з відкритою аркадогалереєю. Оперізує церкву широке піддашшя оперте на різьблених стовпах. Тепер простір перед бабинцем перетворений на закритий ґанок. Стіни надопасання і восьмериків кожуховані ґонтами. Дахи, піддашшя та бані також вкриті ґонтами.

## Парохи
- о. Ґеорґій Топольницький
- о. Василь Ільницький (1828)
- вакантна посада (1833)
- о. Василь Погорецький (1834—1868)
- о. Іван Гинилевич (1868—1870, адміністратор)
- о. Вікентій Созанський (1870—1917)
- о. Іван Криса (1917—1920, адміністратор; 1920—1939)